# 蒙巴萨—内罗毕标准轨铁路

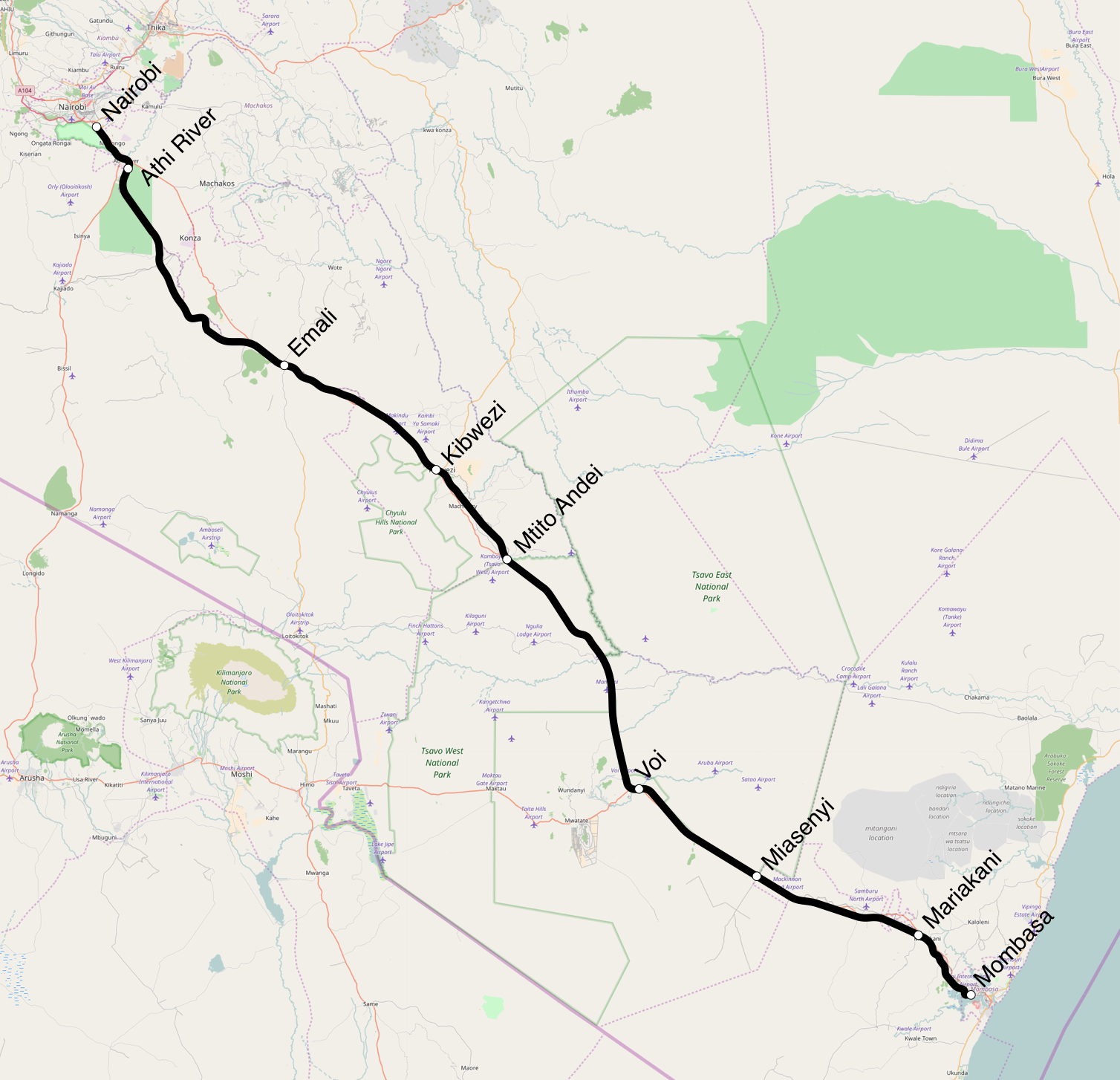
路线图

蒙巴萨－内罗毕标准轨铁路（英語：Mombasa–Nairobi Standard Gauge Railway，简称蒙内铁路，SGR），是肯尼亚境内的一条干线铁路。线路全长472公里，设计年运力2500万吨。

## 线路
鐵路為标準軌，沿線有33個站點，設計運載力2500萬噸，為內燃機系統，客運時速120公里、貨運時速80公里。總投資38億美元。蒙內鐵路為肯尼亞人提供累計超過3.8萬個職位，當地僱員比例約九成，並逐漸提高。全线有98座桥梁，其中最长的是阿西河大桥。

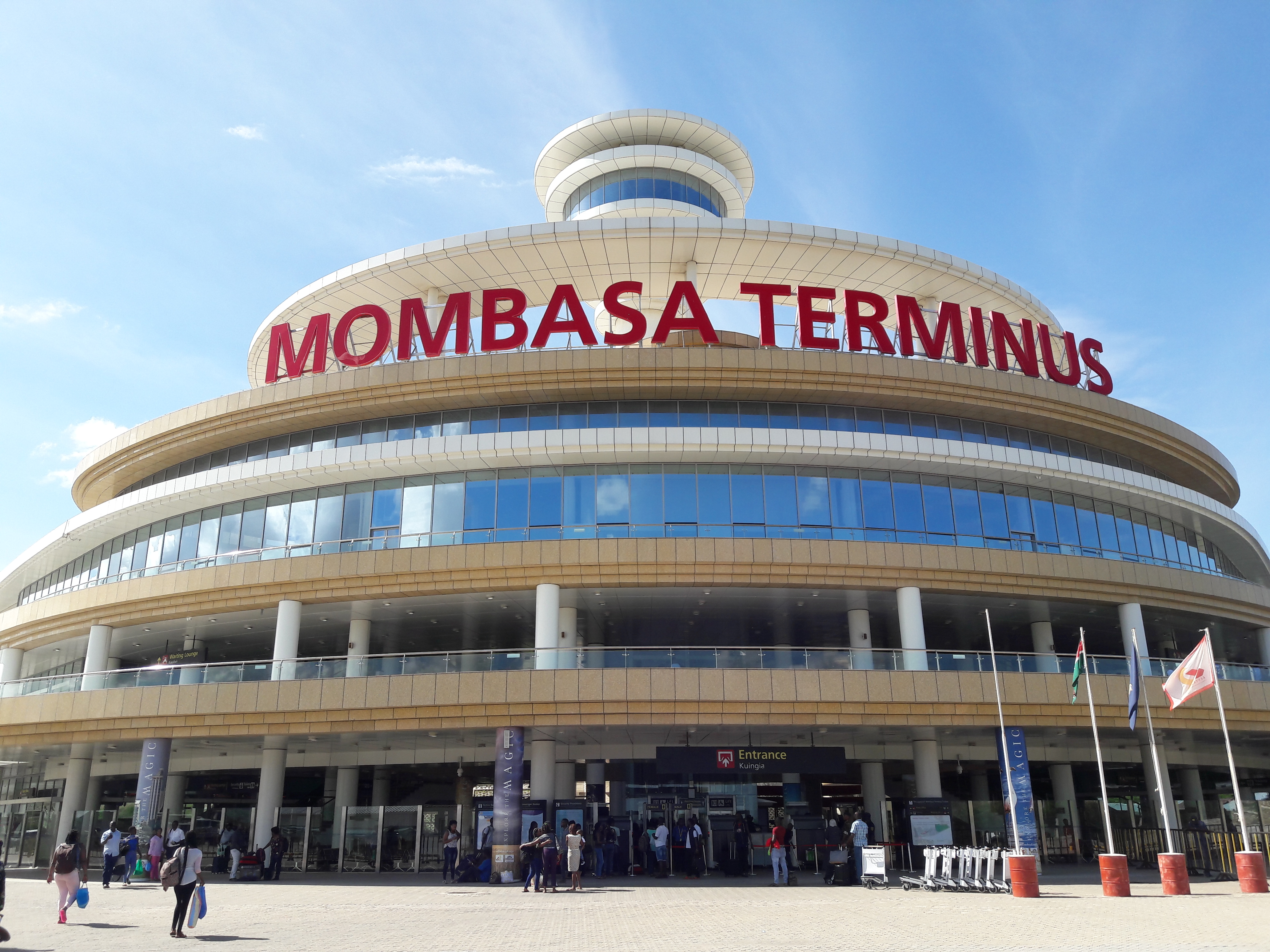
蒙巴萨总站
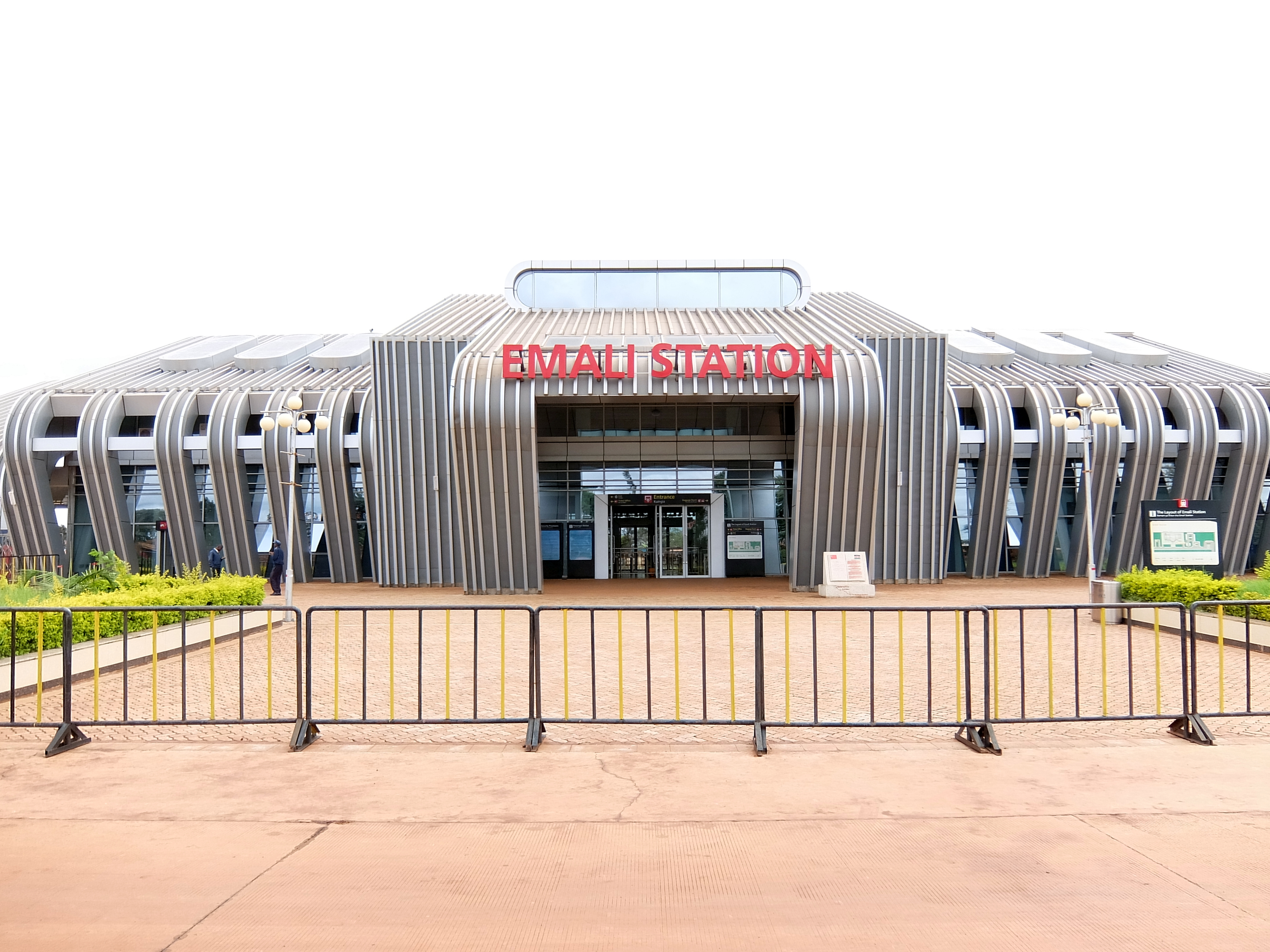
埃玛利车站
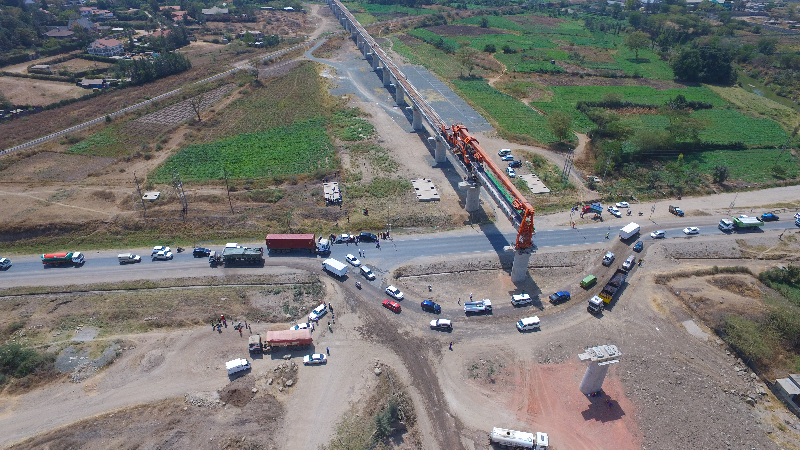
在建的阿西河特大桥航拍图
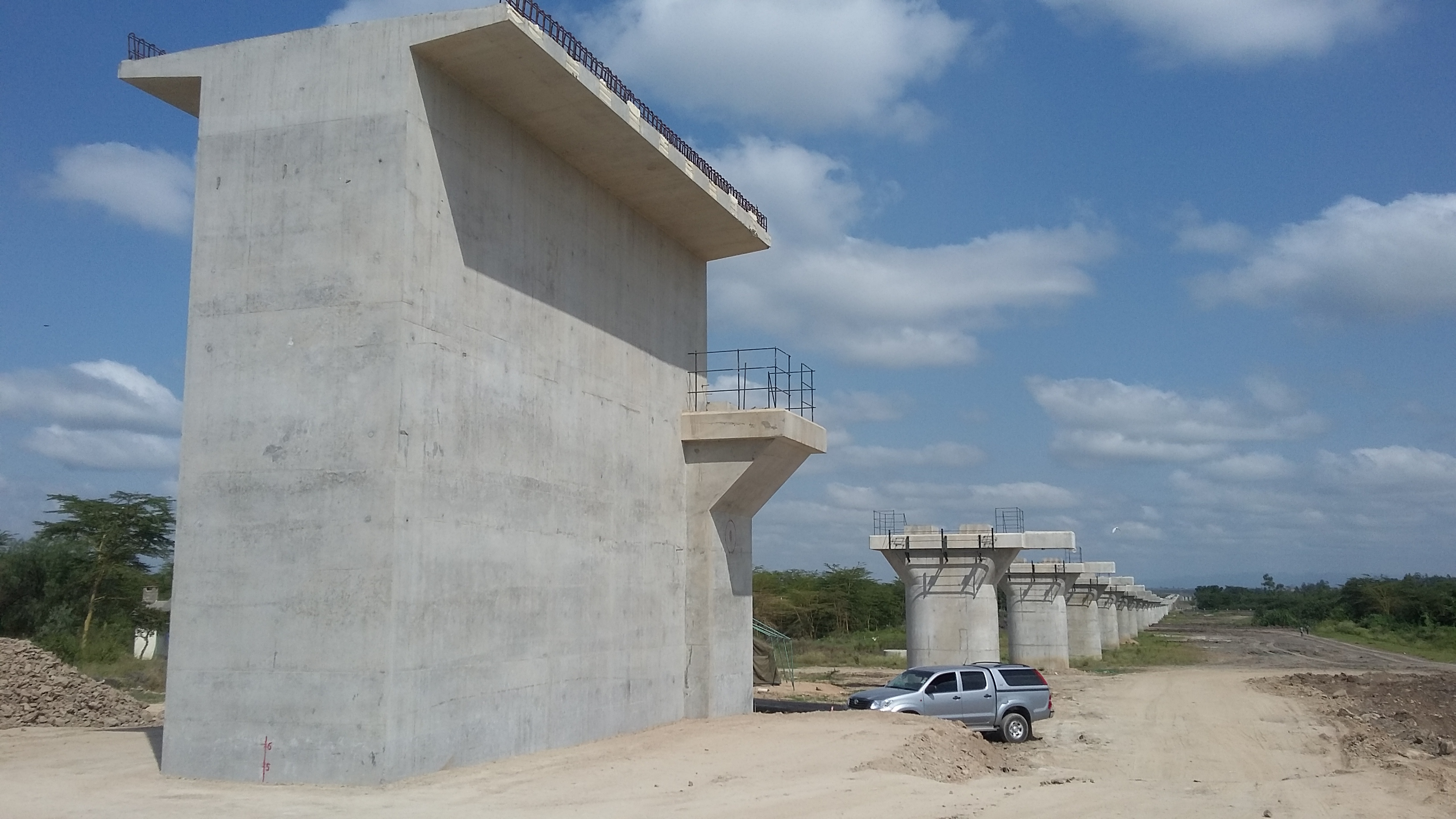
在建的桥墩
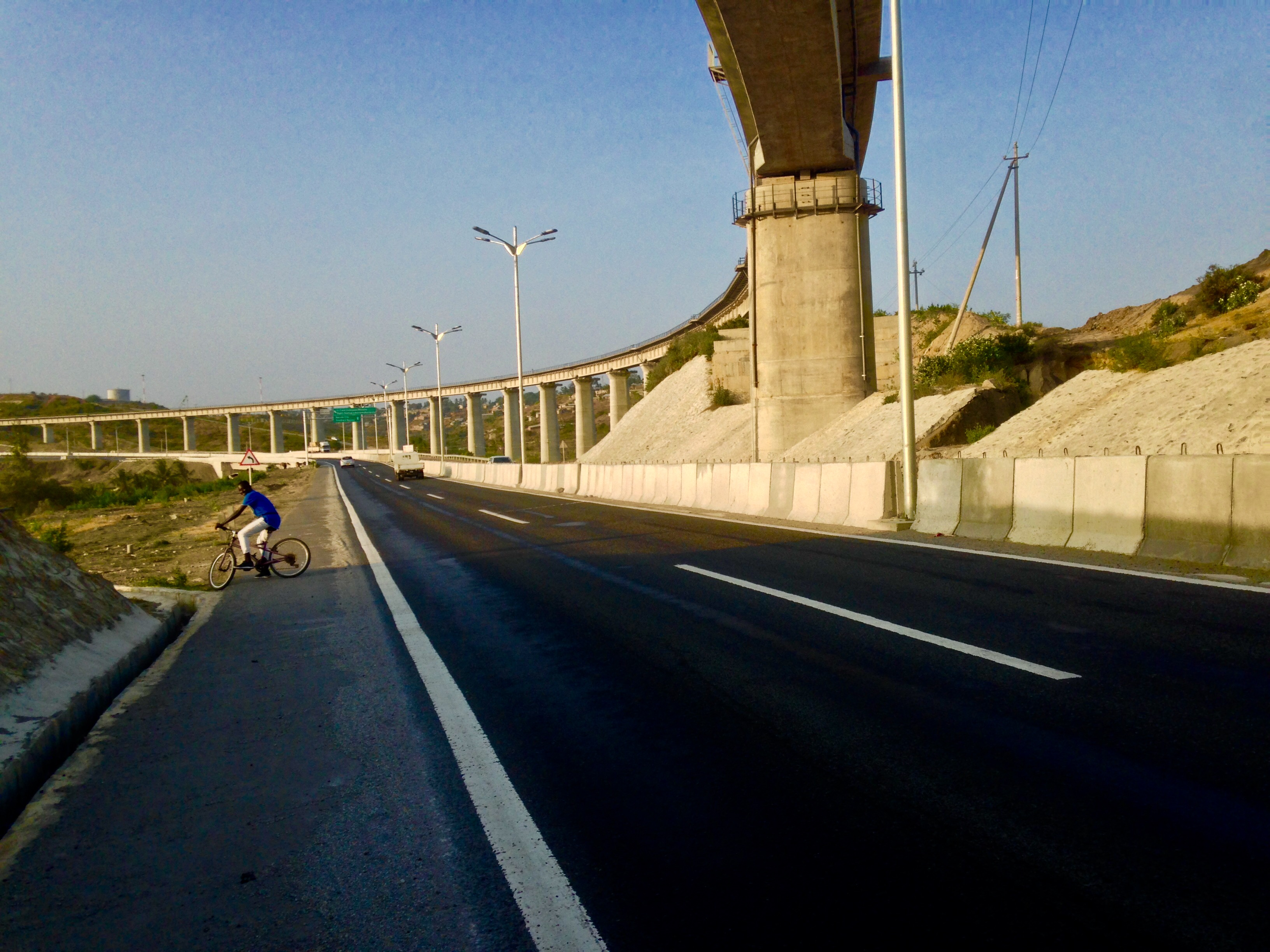
线路桥梁

## 机车车辆
| 型号              | 制造商         | 数量 | 注释       | 信息源        |
| ----------------- | -------------- | ---- | ---------- | ------------- |
| DF8B              | 戚墅堰机车厂   | 8    | 货运机车   | [ 10 ]        |
| DF7G              | 戚墅堰机车厂   | 2    | 调车机车   | [ 11 ] [ 12 ] |
| DF11              | 戚墅堰机车厂   | 5    | 客运机车   | [ 12 ]        |
| 中国铁路25G型客车 | 南京浦镇车辆厂 | 39   | 客运车厢   | [ 13 ]        |
| C70E              | 齐齐哈尔车辆厂 | 180  | 敞车       | [ 13 ]        |
| X70               | 中车长江车辆   | 200  | 集装箱平车 | [ 14 ]        |

## 历史
肯尼亚的蒙巴萨-内罗毕米轨铁路，是在英属殖民地时代建设，已有百年历史，且年久失修。2016年蒙巴萨-内罗毕的旅客列车需运行24小时。而在1990年代早期列车时刻表仅需12小时。蒙巴萨港到内罗毕的铁路年货运量从1980年代初期的480万吨下降到2012年的150万吨。 2014年，运营商裂谷铁路公司报亏150万美元。
2014年5月中國國務院總理李克強與東非國家領導人在內羅畢簽署協議，中方同意出資援建一條新的東非鐵路，最終連接東非六國，蒙內鐵路即為起始段。中國交通建設股份有限公司所属中国路桥工程有限责任公司总承包，采用“中国标准、中国技术、中国装备、中国管理”建设。2011年与肯尼亚政府签署了谅解备忘录。2013年11月28日，肯尼亚总统乌胡鲁·肯雅塔、副总统威廉·卢托、交通与基础设施部部长迈克尔·卡马乌以及来自乌干达、卢旺达、南苏丹的政府相关部门负责人、中国驻肯尼亚大使刘光源、中国交建董事长刘起涛共同出席蒙内铁路开工仪式。2014年5月达成财务安排协议，
总投资38亿美元，其中90%由中国进出口银行提供信用贷款，10%为肯尼亚财政资金。肯尼亚设立专门的海关税种基金进行还税担保。
為了保證公平，聘用中、肯劳工比例为1:10，25,000名肯尼亚工人也受雇参与建设。 2014年9月正式开工，全线分为9个标段，20多个建筑营地。原计划工期5年。2016年12月完成铺轨，2017年6月开通试运营。2018年1月商业运营。中国交建将负责五年的运营，之後會逐漸交由肯亞方掌管營運的模式與方向，截至 2023年3 月90% 的  运营已经转移给肯尼亚铁路公司。 
2017年5月31日，由肯尼亞總統肯雅塔主持通車儀式，並親自試乘列車，中國國務委員王勇作為國家主席習近平的特使出席儀式。首發列車由肯尼亞史上首批女司機駕駛。中國駐肯大使劉顯法指項目是中國實施「一帶一路」倡議和中非合作論壇十大合作計劃的重要早期收穫。

## 未來路網
按規劃，鐵路未來將延伸至烏干達，再分兩路，一路向北至南蘇丹，另一路向南通往盧旺達、布隆迪、坦桑尼亞等國。
2016年10月19日，内罗毕－马拉巴标准轨铁路（内马铁路）项目第一期正式开工。内马铁路連接蒙巴萨－内罗毕标轨铁路（蒙内铁路）和肯尼亚西部边境城镇马拉巴，正线里程全长487.5公里。内马铁路由中国交建以集设计、施工、采购、运营维护一体化的EPC总承包方式实施，并采用中国标准设计。项目建成后，将以货运为主，兼有客运业务，货车最高行驶速度为80千米/小时，客车最高行驶速度为120千米/小时。分三期实施：
- 第一期：内罗毕至奈瓦沙段施工线路全长120.4公里，合同工期为54个月。项目第一期将建设4座隧道，其中1号隧道长度为4.5公里，建成后将成为东非地区最长的隧道。2019年10月16日，耗資15億美元的内马铁路一期通車。[25]
- 第二期：奈瓦沙至基蘇木段
- 第三期：基蘇木至马拉巴（英语：Malaba, Uganda）段

## 其他
肯尼亞政府認為蒙內鐵路每年將為該國貢獻1.5%的經濟增長，可在4年內償還貸款。不過，肯尼亞經濟學院院長奧維諾表示，東非經濟增長正在逐漸停滯，質疑肯尼亞政府的計劃將很難實現。
2016年肯尼亞民眾抗議鐵路阻礙動物遷徙，請願信要求鐵路工程改變施工線路。中國外長王毅稱，鐵路全線設置14處野生動物通道，「長頸鹿穿過可以不低頭、不彎腰，那是一幅多麼美妙的人與自然和諧相處的景象」。
據肯尼亞運輸部數據，蒙內鐵路營運首年有98.9億肯尼亞先令虧損，主要原因是貨運量偏低，首個財政年度僅有990,488噸。當局預期隨着貨運量上升，蒙內鐵路在2018/19年度可以取得盈利。2018年鐵路貨運量增加至超過400萬噸，預計2019年上升至500萬噸。
2019年8月3日，肯尼亞稅務局和肯尼亞港務局發出通告，規定自8月7日起所有從蒙巴薩港進口的貨物，若是運往內羅畢或更遠地點的話，必需經蒙內鐵路運送。一些進口商表示新措施使他們的運輸成本增加一半，包括出動貨車到火車站取貨轉運至目的地的開支和倉庫儲存費。截至2020年5月的3年內，肯尼亞的標準軌鐵路錄得超過210億肯尼亞先令營運虧損。
根据肯尼亚国家统计局数据，蒙内铁路2022年全年收入较上年增长6.4%，首次突破150亿肯尼亚先令。其中，客运服务人数达239万人，收入26亿先令；货运服务收入126.7亿先令，运送了600万吨货物。在截至2023年6月的财政年度，蒙内铁路收入达183亿先令，较上一财年上涨21.2%。